# كاتارزينا ماجشرزاك
كاتارزينا ماجشرزاك (بالبولندية: Katarzyna Waśniewska-Majchrzak)‏ هي منافسة ألعاب القوى بولندية، ولدت في 25 يونيو 1967 في غدانسك في بولندا.

## وصلات خارجية
- كاتارزينا ماجشرزاك على موقع الاتحاد الدولي لألعاب القوى (الإنجليزية)
- كاتارزينا ماجشرزاك على موقع أوليمبيديا (الإنجليزية)